# Итайпу
Итайпу̀ (на испански: Represa de Itaipú; на португалски: Barragem de Itaipu; на гуарански: Yjoko Itaipu) е язовир в Южна Америка, на който е построена втората по големина водноелектрическа централа в света (след китайската Три клисури). Намира се на река Парана, на границата между Бразилия и Парагвай, на 14 km северно от „Моста на дружбата“. Съоръжението е наричано „инженерна красота“ и е част от Седемте чудеса на модерния свят. Язовирната стена е дълга 7919 m и висока 196 m. Строителството на стената първоначално се оспорва от Аржентина, но преговорите и разрешаването на спора водят до установяването на основа за аржентинско-бразилска интеграция по-късно.
Водноелектрическата централа на язовира Итайпу е най-голямата в света и представлява съвместен проект на Бразилия и Парагвай. Инсталираната ѝ мощност е 14 000 MW (20 генераторни турбини по 700 MW), близо 4 пъти повече, отколкото на 6-те блока на АЕЦ Козлодуй. През 2016 г. централата поставя своя рекорд, като произвежда 103,1 млрд. kW/h и генерира 75% от консумираната електроенергия на Парагвай и 17% от тази на Бразилия.
Язовирната стена е туристически обект и от 1977 до 2015 г. е посетена от 19 милиона туристи от 188 страни.

## Любопитни факти
- Височината на язовирната стена от 196 m се равнява на 65-етажен небостъргач
- В строителството на язовира участват около 40 хил. души
- По време на строежа е трябвало да бъдат преместени повече от 50 милиона тона пръст и камъни
- 20 години трае въвеждането в експлоатация на турбините на Итайпу, като първата е пусната на 5 май 1984 г., а последната започва да работи през месец май 2004 г.
- Името „Итайпу“ произлиза от името на близкия остров и в превод от гуарански език означава „пеещите камъни“.[3]